# Wedeler Au
El Wedeler Au o Wedelbe(c)k (en baix alemany Wedelbeek) és un riu d'Alemanya que neix a Sülldorf a l'estat d'Hamburg i que desemboca en confluir amb la Hetlinger Binnenelbe a l'Elba a Wedel a l'estat de Slesvig-Holstein.

## Història

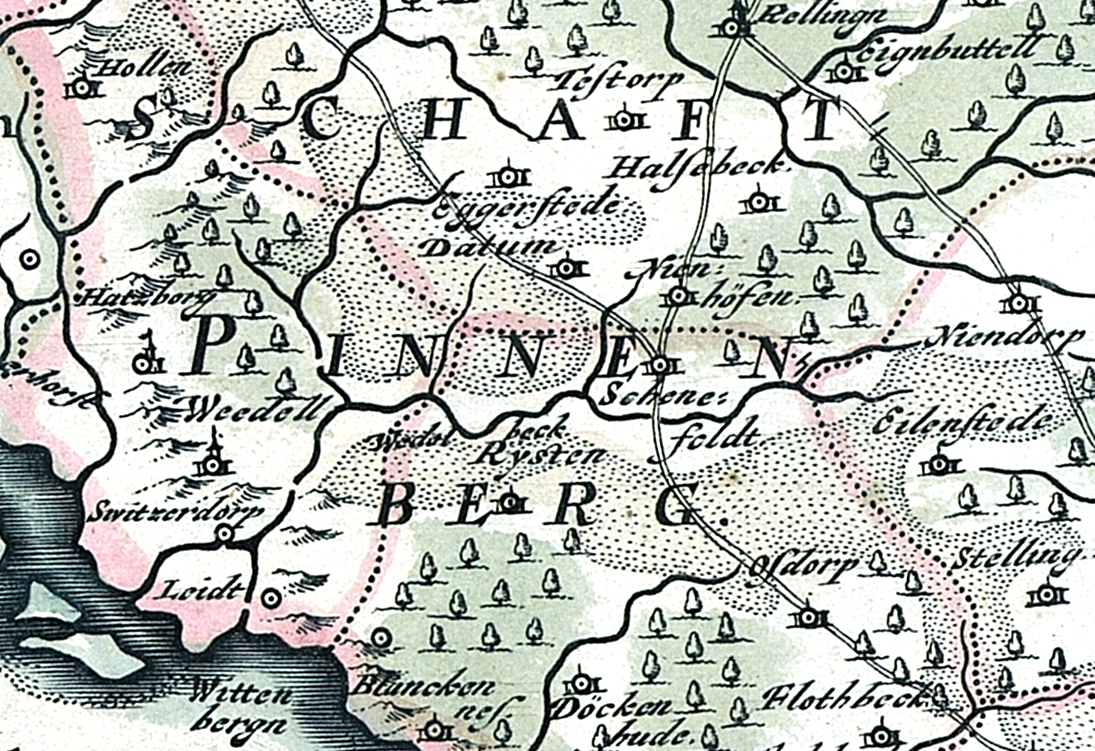
Wedelbe(c)k al 1650

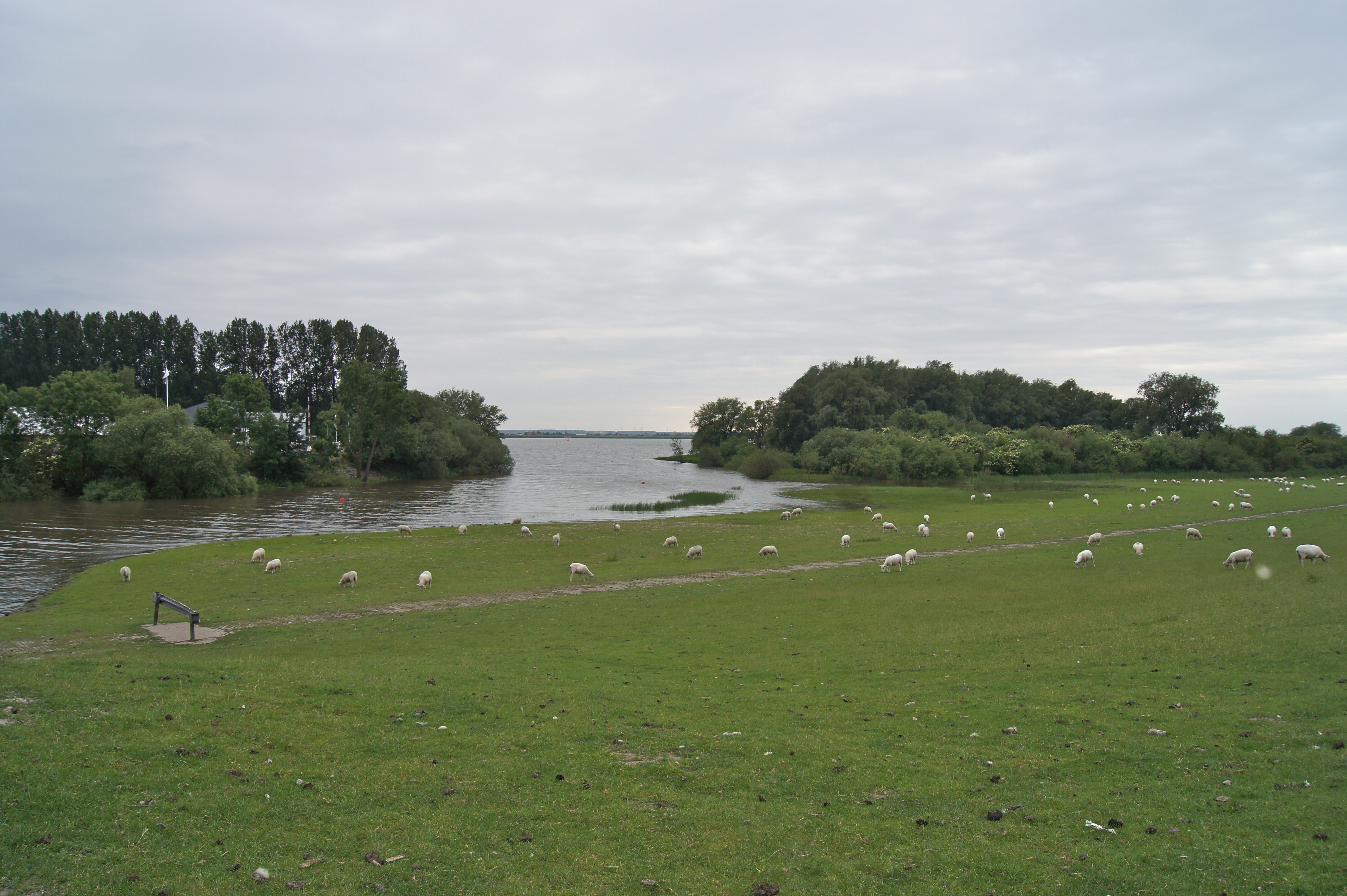
La desembocadura a l'Elba

La ciutat de Wedel va créixer a l'entorn d'un gual (en baix alemany wedel o weddel) a l'Ossenpadd, una antiga ruta comercial entre Jutlàndia i l'Elba, a la temporada alta del comerç passaren en unes setmanes fins a 30.000 bous. La boca del Wedeler Au formava un port natural per les barques que hi travessaven l'Elba. El curs superior original, com es troba a la carta de Joan Mejer del 1650 va ser canviat, una part va ser assecada i una altra part desviada vers el Düpenau.

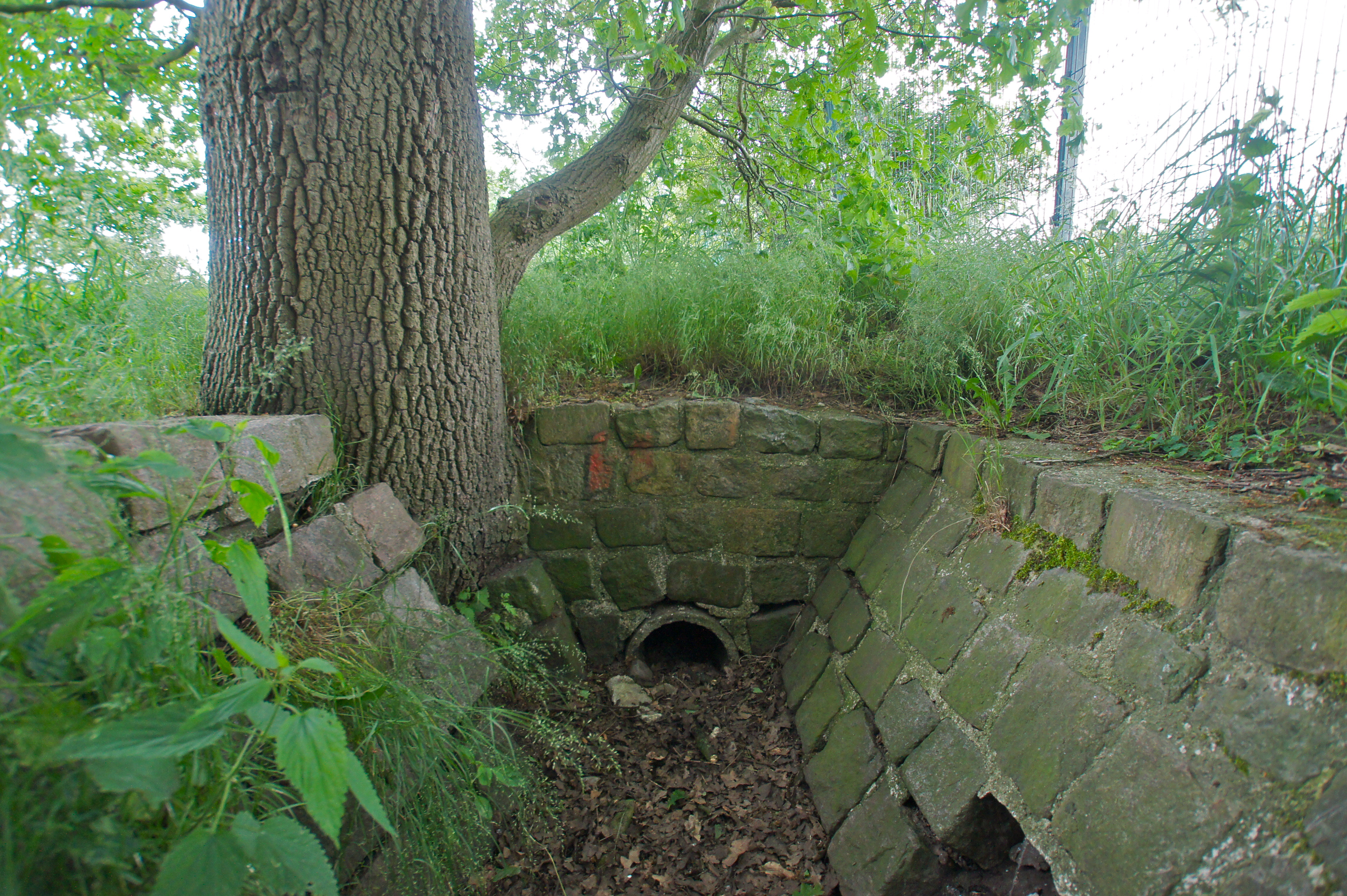
La font a Sülldorf

Al seu curs superior forma des de la llei de l'àrea metropolitana d'Hamburg del 1937 la frontera entre Hamburg i Holstein. En sortir de l'antic dic de l'Elba està sotmès al moviment de la marea i començava el que era antigament un petit port fluvial, al qual es troba avui el vaixell cafè-teatre Batavia. Teòricament és navegable amb marea alta del dic interior cap a l'Elba. Després de les aigües altes del 1962 es va construir un dic nou, més cap al sud, al qual s'ha construït un barratge mòbil que només es tanca unes vegades l'any. La zona entre els dos dics és inundable conté una xarxa densa de priels que s'omplen i es buiden amb la marea i en els quals es desenvolupa la fauna i flora típica de ribes salabroses.
Als anys 1960 era un dels rius més pol·luïts de tota la regió. L'obra de renaturalització va començar als anys 1980. El curs superior va tirar profit de l'evolució de l'agricultura intensiva vers un ús del terra més extensiu, principalment per a la cria de cavalls. La pressió de la urbanització de la ciutat d'Hamburg queda nogensmenys sent un risc. El 1984, la ciutat de Wedel va dragar el llot de l'estany del molí recreà els meandres naturals, víctimes de rectificacions inútils anteriors. Ara el riu comença a reviure: el 2006 va observar-se el retorn d'espècies com gobis, barbatules, bèrula i creixen. El tram a Wedel fa part de la mesura Natura 2000.
Avui forma l'eix d'un parc regional transfronterer entre Hamburg i Slesvig Holstein que, quan serà acabat, tendrà una superfície de 51,3 km². Aquesta zona compren les reserves naturals del Schnaakenmoor i de Wittenbergen, tota una sèrie de selves nacionals i zones d'agricultura extensiva.
Junt amb el Kleine i el Grosse Flottbek són els únics afluents de l'Elba que tenen les seves fonts al territori de la ciutat d'Hamburg, tots al districte d'Altona.

## Afluents
Damunt cap aval:
- Iserbrookgraben
- Ellernholtgraben
- Schlankweggraben
- Laufgraben
  - Seggergraben
- Rüdiger Au
  - Schnaakenmoorgraben
  - Sandbargsmoorgraben
- Schulauer Moorgraben
  - Rissener Dorfgraben
  - Steenbarggraben
- Hetlinger Binnenelbe

## Llocs d'interès
- L'estany dels molí a Wedel

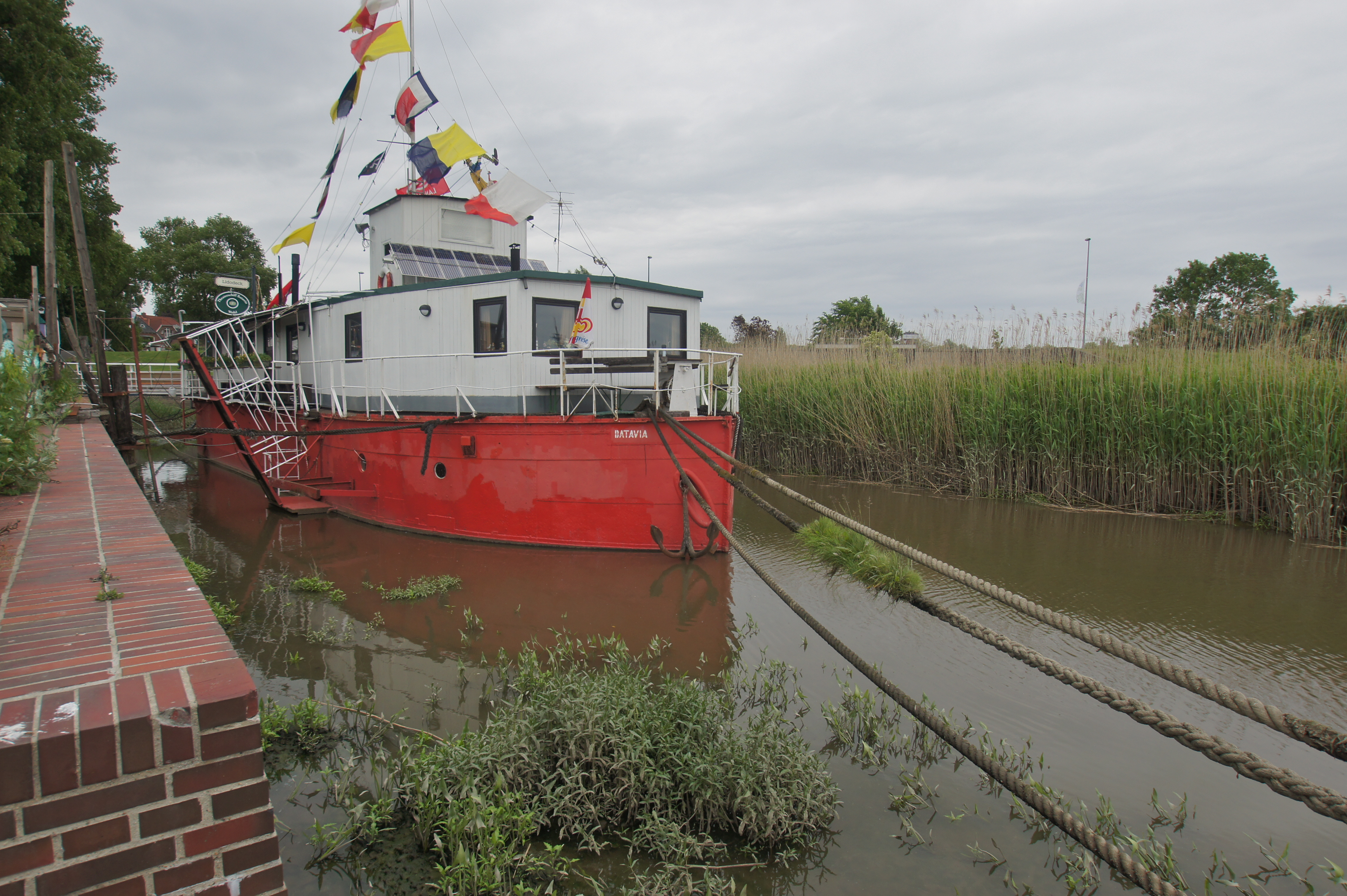
El café-teatre Batavia

- L'antic molí d'aigua (transformat en restaurant) (Segle XVI)
- El vaixell-cafè-teatre Batavia
- El parc régional de la vall del Wedeler Au
- La barrera mòbil a la desembocadura de l'Elba